# Condado de Sutton
O Condado de Sutton é um dos 254 condados do estado americano do Texas. A sede do condado é Sonora, e sua maior cidade é Sonora.
O condado possui uma área de 3 767 km² (dos quais 2 km² estão cobertos por água), uma população de 4 077 habitantes, e uma densidade populacional de 1 hab/km² (segundo o censo nacional de 2000).
O condado foi fundado em 1876.